# Toru Yano
 (mai 2014).
Si vous disposez d'ouvrages ou d'articles de référence ou si vous connaissez des sites web de qualité traitant du thème abordé ici, merci de compléter l'article en donnant les références utiles à sa vérifiabilité et en les liant à la section « Notes et références ».
Toru Yano  (矢野通, Yano Tōru) est un catcheur (lutteur professionnel) japonais né le 18 mai 1978 à Arakawa dans la préfecture de Tokyo.
D'abord champion de lutte gréco-romaine à l'université Nihon, il entre au dojo de la New Japan Pro Wrestling. Au sein de cette fédération, il devient champion par équipes International Wrestling Grand Prix (IWGP) à trois reprises avec Togi Makabe puis Takashi Iizuka et avec Tomohiro Ishii.

## Jeunesse
Au lycée, Yano fait partie de l'équipe de lutte et remporte le championnat du Japon scolaire dans la catégorie des plus de 115 kilos en 1996. Tout en étudiant à l'Université Nihon, Yano fait de la lutte gréco-romaine et y devient champion universitaire dans la catégorie des plus de 130 kilos,. 

## Carrière de catcheur
Yano entre au dojo de la New Japan Pro Wrestling et fait ses débuts le 18 mai 2002. 
Après avoir gravi régulièrement les échelons de la New Japan pendant près de deux ans, Yano devient heel au début de l'année 2004 et change son look en se teignant les cheveux en blond. D'avril à juillet 2004, Yano subit une longue série de défaites par disqualification. Après une excursion d'apprentissage aux États-Unis début 2005, Yano rejoint le groupe de Masahiro Chono et formé une équipe avec Tomohiro Ishii. En juin, Yano arrive en finale d'un tournoi pour le vacant IWGP U-30 Championship, mais a été défait par Hiroshi Tanahashi. Après une performance décevante dans le G1 Climax 2005, Yano se rend en Allemagne en octobre 2005 à la concurrence pour la European Wrestling Promotion, où il allait gagner son premier championnat de catch, l'EWP Tag Team Championship, faisant équipe avec Kendo Kashin. Lorsque Yano est retourné au Japon le mois suivant, il était un homme changé, devenant un concurrent plus sérieux ne cherchant plus à enfreindre les règles. Toutefois, lorsque ce changement ne lui a apporté aucun succès, Yano revient à ses moyens de tricherie au début de 2005 et, avec Ishii, Togi Makabe, Shiro Koshinaka et Tomoaki Honma rejoint Hiroyoshi Tenzan pour former le clan Great Bash Heel (GBH) en décembre.
Le 4 janvier 2008, à Wrestle Kingdom II au Tokyo Dome, Yano et Togi Makabe ont été défaits par la Team 3D (Brother Devon et Brother Ray). Le 17 février, ils battent Giant Bernard et Travis Tomko et remportent les IWGP Tag Team Championship. Ils défendent avec succès le titre contre les équipes de Giant Bernard et Shinsuke Nakamura, Hiroyoshi Tenzan et Takashi Iizuka, Giant Bernard et Rick Fuller, Shinsuke Nakamura et Hirooki Goto et Manabu Nakanishi et Yutaka Yoshie, avant d'entrer dans le G1 Tag League 2008 en octobre ou ils perdent en finale contre Satoshi Kojima et Hiroyoshi Tenzan. Ils perdent les titres lors de Wrestle Kingdom III in Tokyo Dome contre la Team 3D. 

### Chaos (2009-...)
En avril 2009 il attaque Togi Makabe et forme le groupe CHAOS, avec Shinsuke Nakamura en tant que leader.Lorsque Makabe revient de sa blessure subit aux mains de Yano, il cherche à se venger sur son ancien partenaire par équipe.Après plusieurs matchs par équipe, Yano et Makabe ont finalement été réservées dans un match simple le 20 juin, où Yano sort victorieux.Dans la G1 Climax Tag League de 2010, avec Shinsuke Nakamura il parvient en demi-finale. Le 3 mai il bat Hiroshi Tanahashi. Les deux hommes s'affrontent à nouveau le 19 juin 2010 dans un match cheveux contre cheveux que Tanahashi remporte mais Yano est secondé par CHAOS après le combat pour se venger. Il est en rivalité avec Tajiri qu'il défait le 19 juillet.
Yano participe ensuite au tournoi G1 Climax où il gagne 4 de ses 7 combats, un résultat toutefois insuffisant pour se qualifier. Le 11 octobre il se frotte à nouveau à Tajiri qui l'emporte. À Wrestle Kingdom V le 4 janvier 2011, il perd contre Rob Van Dam dans un Hardcore Match,. En Mai 2011, il fait partie de la tournée aux États-Unis et est dans le tournoi pour la ceinture Intercontinentale. Il bat Dan Maff puis Yujiro Takahashi mais échoue en finale contre MVP. En Août à la G1 Climax, il gagne cinq de ses neuf matchs en épinglant à nouveau Hiroshi Tanahashi mais il échoue de peu aux portes de la finale.
Le 10 octobre 2011, Yano s'incline contre Yuji Nagata. Il attaque plus tard dans le show le champion IWGP Hiroshi Tanahashi. Dans le tournoi G1 Climax par équipe avec Shinsuke Nakamura, Yano cartonne avec cinq victoires en cinq matchs dont notamment un succès sur Hiroshi Tanahashi et Tetsuya Naito. En demi-finale, la paire de CHAOS tombe toutefois face à Minoru Suzuki et Lance Archer. Lors de Power Struggle, il perd contre Hiroshi Tanahashi et ne remporte pas le IWGP Heavyweight Championship.
Lors de Wrestle Kingdom VI, lui et Shinsuke Nakamura perdent contre Gō Shiozaki et Naomichi Marufuji. Le 4 mars au 40e anniversaire de la NJPW son association avec Takashi Iizuka commence fort avec un succès sur les champions par équipe Hiroyoshi Tenzan et Satoshi Kojima. Le match ne comptait pas pour les ceintures mais à Wrestling Dontaku, le 3 mai, Yano et Iizuka l'emportent à nouveau et empochent les ceintures par équipe IWGP. Le 16 juin à Dominion 6.16 leur match revanche avec Ten-Koji se termine en No Contest. En conséquence, quatre jours plus tard Yano et Iizuka ont été dépouillés des titres. Le 22 juillet, Yano et Iizuka ont été défaits par Tenzan et Kojima dans un match pour les titres vacants. Le 4 janvier 2013, à Wrestle Kingdom 7 in Tokyo Dome, Yano, Bob Sapp, Takashi Iizuka et Yujiro Takahashi ont été défaits dans un match par équipe par Nakanishi, Akebono, MVP et Strong Man. Le 9 février, Yano et Iizuka font une apparition pour la Pro Wrestling Noah, leur match contre Maybach Taniguchi et Maybach Taniguchi, Jr. qui se termine par une double disqualification. Plus tard, Yano et Iizuka attaque le chef du clan No Mercy KENTA après le main event, ce qui a conduit Maybach Taniguchi à venir apparemment sauver Kenta, mais il a fini par frapper ce dernier avec une chaise. Yano a alors saisi les GHC Tag Team Championship de Naomichi Marufuji et Takashi Sugiura, avant de remettre à Taniguchi le GHC Heavyweight Championship de KENTA. Le lendemain, Yano et Iizuka ont été nommés prétendants numéro un pour les GHC Tag Team Championship. Le 10 mars, Yano et Iizuka battent Naomichi Marufuji et Takashi Sugiura pour devenir les nouveaux GHC Tag Team Champions. Le 2 juin, il perd contre KENTA est ne remporte pas le GHC Heavyweight Championship,. Le 8 juin, lui et Iizuka conservent leur titres contre KENTA et Yoshihiro Takayama.
Lors de Wrestle Kingdom 9 in Tokyo Dome, lui, Naomichi Marufuji et TMDK battent Suzuki-gun (Shelton X Benjamin, Takashi Iizuka, Davey Boy Smith et Lance Archer).
Lors de Wrestle Kingdom 10, lui et The Briscoe Brothers (Jay Briscoe et Mark Briscoe) battent Bullet Club (Yujiro Takahashi, Bad Luck Fale et Tama Tonga) et deviennent les premiers NEVER Openweight Six Man Tag Team Champions. Lors de New Year Dash 2016, ils conservent les titres contre Bullet Club (Bad Luck Fale et The Young Bucks). Lors de The New Beginning in Osaka 2016, ils perdent les titres contre Bullet Club (Yujiro Takahashi, Bad Luck Fale et Tama Tonga). Lors de The New Beginning in Niigata 2016, ils battent Bullet Club (Yujiro Takahashi, Bad Luck Fale et Tama Tonga) et remportent pour la deuxième fois les NEVER Openweight 6-Man Tag Team Championship. Lors de Honor Rising: Japan 2016, ils perdent les titres contre Bullet Club (Kenny Omega, Matt Jackson et Nick Jackson).
Du 21 avril au 4 mai, il participe en compagnie de Naomichi Marufuji, au Global Tag League 2016 de la Pro Wrestling Noah. Ils terminent deuxième de leur round-robin block, avançant jusqu'en finale, où ils battent les GHC Tag Team Champions, Killer Elite Squad, pour remporter le tournoi. Le 28 mai, ils battent les Killer Elite Squad et remportent les GHC Tag Team Championship. Le 12 juin, ils conservent leurs titres contre les Killer Elite Squad. Le 5 juillet, ils conservent leurs titres contre Suzuki-gun (Minoru Suzuki et Takashi Iizuka). Le 16 juillet, ils conservent leur titres contre The Aggression (Katsuhiko Nakajima et Masa Kitamiya),. Il intègre durant fin juillet le tournoi G1 Climax, où il remporte cinq de ses matchs. Grâce à la relation entre la ROH et la NJPW, il fait ses débuts à la Ring of Honor lors de Death Before Dishonor XIV, où lui et ses coéquipiers de Chaos, Baretta et Rocky Romero battent Bullet Club (Tama Tonga, Tanga Roa et Yujiro Takahashi). Le 8 octobre, lui et Naomichi Marufuji conservent les GHC Tag Team Championship contre Chaos (Kazuchika Okada et Yoshi-Hashi). Le 23 octobre, ils conservent leurs titres contre Great Bash Heel (Togi Makabe et Tomoaki Honma). Le 23 novembre, ils perdent les titres contre les Killer Elite Squad.

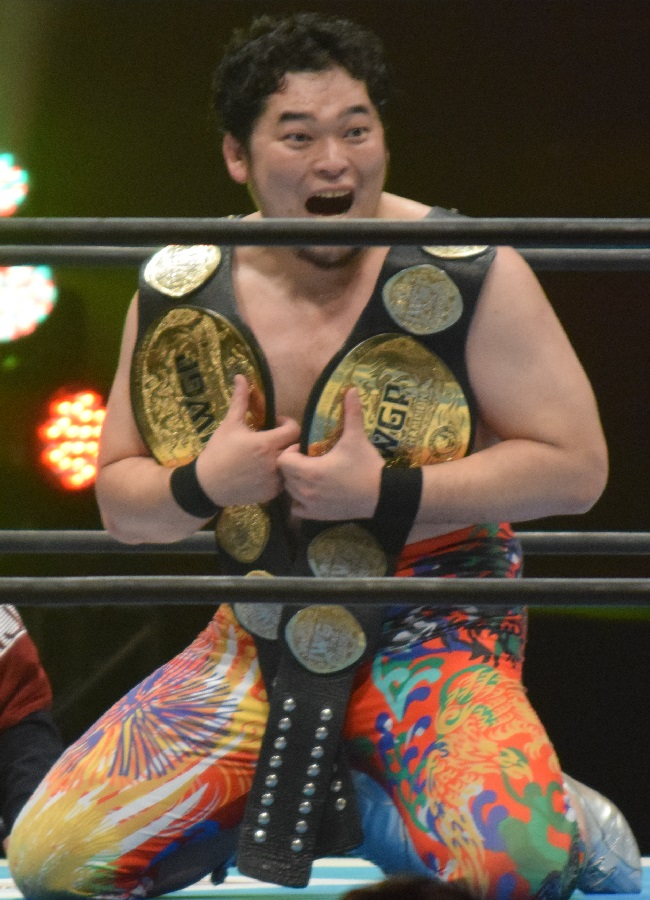
Yano en tant que IWGP Tag Team Champions en Février 2017

Le 16 décembre, il retourne à la New Japan Pro Wrestling, demandant à être ajouté au IWGP Tag Team Championship match de Wrestle Kingdom 11 in Tokyo Dome avec Tomohiro Ishii comme partenaire. Lors de Wrestle Kingdom 11, lui et Tomohiro Ishii battent Guerrillas of Destiny (Tama Tonga et Tanga Roa) et Great Bash Heel (Togi Makabe et Tomoaki Honma) dans un Three-way tag team match et remportent les IWGP Tag Team Championship. Lors de The New Beginning in Sapporo, ils conservent leur titres contre Great Bash Heel et Killer Elite Squad. Lors de The New Beginning in Osaka, ils conservent leur titres contre Great Bash Heel et Suzuki-gun (Davey Boy Smith, Jr. et Takashi Iizuka). Lors de NJPW 45th anniversary show, ils perdent les titres contre Tencozy (Hiroyoshi Tenzan et Satoshi Kojima). Lors de Dominion 6.11, lui, Tomohiro Ishii et Yoshi-Hashi perdent contre Los Ingobernables de Japón (Bushi, Evil et Sanada) dans un Gauntlet match qui comprenaient également Bullet Club (Yujiro Takahashi, Bad Luck Fale et Hangman Page), Suzuki-gun (Taichi, Yoshinobu Kanemaru et Zack Sabre, Jr.) et Taguchi Japan (Juice Robinson, Ricochet et Ryusuke Taguchi) et ne remportent pas les NEVER Openweight 6-Man Tag Team Championship. Lors de Wrestle Kingdom 12, lui, Beretta et Tomohiro Ishii remportent les NEVER Openweight 6-Man Tag Team Championship dans un Gauntlet Match.
Lors de King of Pro-Wrestling 2018, lui, Kazuchika Okada, Sho et Yoh perdent contre Los Ingobernables de Japon (Tetsuya Naitō, Sanada,Bushi et Shingo Takagi),.
Le 30 janvier 2019, lui, Ryusuke Taguchi et Togi Makabe battent Bullet Club (Tama Tonga, Tanga Loa et Taiji Ishimori) et remportent les NEVER Openweight 6-Man Tag Team Championship.

## Carrière en arts martiaux mixtes
Yano s'essaie aux arts martiaux mixtes le 31 août 2003 au cours du 10e anniversaire de la Pancrase. Il perd son match face à Osami Shibuya par soumission à la deuxième minute de la seconde reprise après une clé de bras.
| 1 combats      | 0 victoires | 1 défaites |
| Par KO         | 0           | 0          |
| Par soumission | 0           | 1          |
| Sur décision   | 0           | 0          |

| Résultat | Record | Adversaire    | Méthode                  | Événement                        | Date         | Round | Temps | Lieu         | Notes                                  |
| -------- | ------ | ------------- | ------------------------ | -------------------------------- | ------------ | ----- | ----- | ------------ | -------------------------------------- |
| Défaite  | 0-1    | Osami Shibuya | Soumission (clé de bras) | Pancrase - 10th Anniversary Show | 31 août 2003 | 2     | 2:35  | Tokyo, Japon | Unique combat en arts martiaux mixtes. |

## Palmarès
- Apache Pro-Wrestling Army

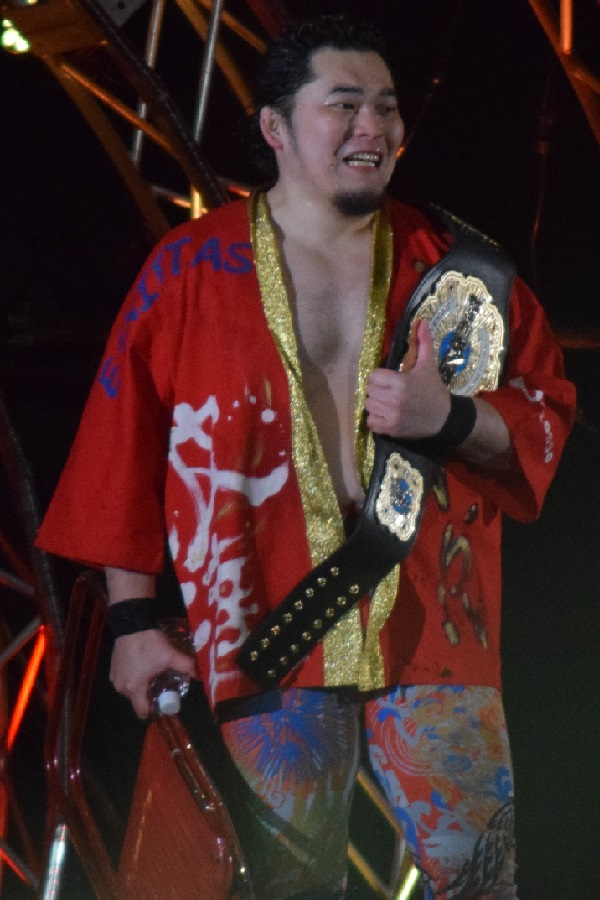
Yano en tant que NEVER Openweight 6-Man Tag Team Champion en Février 2016

  - 1 fois WEW Heavyweight Championship

- European Wrestling Promotion
  - 1 fois EWP Tag Team Championship avec Kendo Kashin
  - EWP Tag Team Title Tournament (2005) avec Kendo Kashin

- New Japan Pro Wrestling
  - 3 fois IWGP Tag Team Championship avec Togi Makabe (1), Takashi Iizuka (1) et Tomohiro Ishii (1)
  - 4 fois NEVER Openweight 6-Man Tag Team Championship avec Jay Briscoe et Mark Briscoe (2), Beretta et Tomohiro Ishii (1) et Ryusuke Taguchi et Togi Makabe (1)

- Pro Wrestling Noah
  - 2 fois GHC Tag Team Championship avec Takashi Iizuka (1) et Naomichi Marufuji (1)
  - Global Tag League (2016) avec Naomichi Marufuji

## Récompenses des magazines
- Pro Wrestling Illustrated

| Année | 2005 | 2006 à 2007 | 2008 | 2009 | 2010 | 2011 | 2012       | 2013 | 2014       | 2015 | 2016 | 2017 | 2018 | 2019 | 2020 | 2021 | 2022 |
| ----- | ---- | ----------- | ---- | ---- | ---- | ---- | ---------- | ---- | ---------- | ---- | ---- | ---- | ---- | ---- | ---- | ---- | ---- |
| Rang  | 244  | Non classé  | 182  | 299  | 212  | 139  | Non classé | 184  | Non classé | 316  | 346  | 204  | 258  | 277  | 260  | 160  | 472  |

## Source de la traduction
- (en) Cet article est partiellement ou en totalité issu de l’article de Wikipédia en anglais intitulé « Toru Yano » (voir la liste des auteurs).